# Delikatessen (Roman)
Delikatessen. Der vierte Fall für Bruno, Chef de police ist ein Roman, der im September 2011 vom Diogenes Verlag herausgegeben wurde. Autor ist Martin Walker, der bereits im Jahresabstand drei andere Bände dieser Reihe geschrieben hat. Der Original-Titel lautet: The Crowded Grave: A Bruno Courrèges Investigation (Bruno Chief of Police 4).

## Handlung
Schauplatz der Geschichte ist die fiktive Kleinstadt Saint-Denis im Périgord im Südwesten Frankreichs und deren nähere Umgebung bis nach Périgueux. 
Der dortige Polizeichef Bruno wird mit einer Fülle von Problemen konfrontiert: Aus der Gruppe von Archäologie-Studenten, die an der nahen Ausgrabungsstätte arbeiten, scheinen einige Umweltaktivisten Anschläge auf Gänsestopfleber-Betriebe durchzuführen. Dicht neben der Ausgrabungsstätte wird die gefesselte Leiche eines Mannes gefunden, der dort vor etwa 20 Jahren verscharrt wurde. Der deutsche Professor, der die Ausgrabung leitet, scheint seinen untergetauchten Bruder zu decken, der offensichtlich ehemaliges Mitglied der Baader-Meinhof-Bande ist. Das in Kürze bevorstehende Gipfeltreffen der Innenminister Frankreichs und Spaniens ist von ETA-Terroristen bedroht. Außerdem ist Bruno mit einer noch unerfahrenen, sehr gesetzeskonformen Amtsrichterin konfrontiert, die ihn um seinen Job zu bringen versucht. Als ausgezeichnetem Kenner der französischen Verhältnisse gelingt es ihm jedoch, die Studenten mit den Stopfleberproduzenten und sich selbst mit der Amtsrichterin zu versöhnen. Seine Freundin Pamela muss nach Schottland zu ihrer kranken Mutter abreisen, das bevorstehende Ministertreffen führt ihn jedoch mit Isabelle, der Liebe seines Lebens, wieder zusammen. Alles scheint gut zu werden, da kommt es doch noch zum Überraschungsangriff eines gut getarnten ETA-Mannes.

## Bewertung
„Delikatessen“ spielt in der weitgehend intakten Landschaft und Umwelt des Périgord. Die Hauptperson Bruno kommt mit der Bevölkerung und seinem Leben, aber auch mit denjenigen, die gegen das Gesetz verstoßen, gut zurecht, er versucht zu versöhnen, wo es nur irgend geht. Das gelingt ihm sehr gut, solange nur PETA-Aktivisten ihr Unwesen treiben, aber als die ETA auf den Plan tritt, muss auch er zur Gewalt greifen. Die Häufung von Problemen ist oft so groß, dass kaum begreiflich ist, wie Bruno sich gleichwohl noch auf seinen Hund, sein Pferd, seinen Garten und auf das Kochen eines exquisiten Gerichts für seine große Liebe konzentrieren kann.

## Wichtige Personen
- Bruno (eigentlich Benoît Courrèges), Polizeichef von Saint-Denis, Hauptperson
- Pamela, Schottin, Freundin Brunos
- Annette, unerfahrene Amtsrichterin
- Brigadier, hoher Mitarbeiter des Geheimdienstes
- Isabelle, Inspektorin des französischen Innenministeriums
- Carlos, Kontaktmann des spanischen Innenministeriums
- Horst, Grabungsleiter, Professor für Archäologie